# あの本、読みました?
『あの本、読みました?』（あのほん、よみました?）は、BSテレビ東京で2023年11月から始まった特別番組を経て、2024年4月4日より毎週木曜日に放送されている書評番組。

## 概要
読書家としても知られる鈴木保奈美がMCを担当し、作家や編集者・書店員などをゲストに招き、特定の作家や話題の書籍などについて取り上げる、本をテーマにした読書エンターテインメント番組。
2023年11月2日から4週限定で放送された。その後、2024年1月11日・18日に第2弾を放送。2024年4月4日から毎週木曜22時枠でのレギュラー放送を開始した。基本は新撮での放送だが、評判の良かった放送回を不定期にアンコール放送している。
2024年10月11日より奈良テレビ放送が毎週金曜20時から20時53分での放送を開始した。

## 出演者
- 鈴木保奈美 - MC
- 角谷暁子（テレビ東京アナウンサー）- アシスタント

2025年7月10日放送回より産休・育休。
- 山本倖千恵（テレビ東京アナウンサー）- アシスタント

2025年7月10日放送回から※それ以前は角谷アナ欠席時の代理。
- 林祐輔（BSテレビ東京制作局制作部長）- 番組プロデューサー

林Pとしてトークに参加。
過去の出演者
- 山崎怜奈 - 期間限定放送時のアシスタント

## 主催賞
あの本、読みました?大賞
番組で取り上げた本の中から「明日読みたくなった本」を決める賞。視聴者投票、MC・鈴木保奈美、編集者、書店員らの選考を経て、大賞から5位までの作品と特別賞を選ぶ。
- 第1回（2025年1月9日放送）[4]
  - 大賞 - 『カフネ』阿部暁子（講談社）
  - 第2位 - 『スモールワールズ』一穂ミチ（講談社）
  - 第3位 - 『百年の孤独』ガブリエル・ガルシア＝マルケス（新潮社）
  - 第4位 - 『宙わたる教室』伊与原新（文藝春秋）
  - 第5位 - 『spring』恩田陸（筑摩書房）
  - 特別賞
    - 名著に名酒賞 - 偽電気ブラン『夜は短し歩けよ乙女』森見登美彦（KADOKAWA）
    - 保奈美イッキ読み賞 - 『なれのはて』加藤シゲアキ（講談社）
    - 文庫解説賞 - 朝井リョウ

## 放送リスト

### 期間限定放送
| 期間限定放送（2023年・2024年） | 期間限定放送（2023年・2024年） | 期間限定放送（2023年・2024年）                 | 期間限定放送（2023年・2024年） | 期間限定放送（2023年・2024年） |
| 放送回                         | 放送日                         | タイトル                                       | ゲスト                         | 備考                           |
| ------------------------------ | ------------------------------ | ---------------------------------------------- | ------------------------------ | ------------------------------ |
| 2023年 4週限定放送             |                                |                                                |                                |                                |
| 1                              | 11月2日                        | 鈴木保奈美と書店散策&吉本ばななは何故売れる?   |                                |                                |
| 2                              | 11月9日                        | 吉本ばなな登場!知られざる創作の裏側            | 吉本ばなな                     |                                |
| 3                              | 11月16日                       | 村上春樹を徹底分析&10年に一度のトリック        |                                |                                |
| 4                              | 11月23日                       | 直木賞作家・島本理生が衝撃を受けた本           | 島本理生                       |                                |
| 2024年 2週限定放送             |                                |                                                |                                |                                |
| 5                              | 1月11日                        | 人気作家・凪良ゆう登場!&2023年間売上ランキング | 凪良ゆう                       |                                |
| 6                              | 1月18日                        | ヒット作の「帯」秘密&宇宙に持って行った本      |                                |                                |

### レギュラー放送
| 2024年 | 2024年   | 2024年                                                    | 2024年 | 2024年 |
| 放送回 | 放送日   | タイトル                                                  | ゲスト | 備考   |
| ------ | -------- | --------------------------------------------------------- | --- | ------ |
| SP     | 3月28日  | 総集編～未公開映像&4月からの見どころSP                    | 朝井リョウ、九段理江、原田マハ、平野啓一郎、万城目学                                                                           |        |
| 7      | 4月4日   | 2024年本屋大賞大予想&原田マハ特集                         | 原田マハ |        |
| 8      | 4月11日  | 祝!本屋大賞「成瀬は天下を…」秘話&直木賞・万城目学         | 万城目学、宮田愛萌（新潮社 九段理江担当編集者）                                                                                |        |
| 9      | 4月18日  | 朝井リョウが熱く語る「文庫解説」の魅力                    | 平野啓一郎、朝井リョウ、凪良ゆう                                                                                               |        |
| 10     | 4月25日  | 平野啓一郎&ミリオンセラーの作り方                         | 平野啓一郎 |        |
| 11     | 5月2日   | 芥川賞作家・九段理江、三島由紀夫に恋して…                 | 九段理江、凪良ゆう、大森望、宮田愛萌（新潮社 九段理江担当編集者）                                                              |        |
| 12     | 5月9日   | お酒がカギを握る名作…村上春樹&龍&原田マハ                 | 原田マハ、本郷和人、和田秀樹                                                                                                   |        |
| 13     | 5月16日  | 凪良ゆうも感心…校閲さんの職人技&高校生直木賞              | 宮田愛萌（新潮社 九段理江担当編集者）                                                                                          |        |
| 14     | 5月23日  | お金の本・故山崎元の感動の一冊&近藤サト・宇垣おすすめ     | 近藤サト、宇垣美里、田内学 |        |
| 15     | 5月30日  | 東野圭吾、森博嗣、伊与原新…理系作家の魅力                 | 伊与原新 |        |
| 16     | 6月6日   | 本と音楽!太宰治とオフコース、朝井リョウと宇多田、椎名林檎 | 朝井リョウ、九段理江、亀田誠治                                                                                                 |        |
| 17     | 6月13日  | 「本と東大」東大生が一番読んでいる本&東大卒作家・小川哲   | 小川哲 |        |
| 18     | 6月20日  | 今村翔吾が語る司馬遼太郎、池波正太郎、藤沢周平の魅力      | 今村翔吾、柴田元幸、九段理江                                                                                                   |        |
| 19     | 7月4日   | 「成瀬は天下を…」を生んだR-18文学賞&翻訳家・柴田元幸      | 窪美澄、柴田元幸 |        |
| 20     | 7月11日  | 医師作家が書いた医療小説SP「神様のカルテ」夏川草介        | 夏川草介、秋谷りんこ |        |
| 21     | 7月18日  | 万城目学の本と音楽!日比谷音楽祭公開収録&図書館巡り        | 万城目学、九段理江、須黒清華                                                                                                   |        |
| 22     | 8月1日   | 夏の本の選び方!朝井リョウが語る新聞書評&課題図書          | 朝井リョウ、伊与原新 |        |
| 23     | 8月8日   | 俵万智VS東大医学部生YouTuber歌人【短歌】の魅力            | 俵万智、岡本真帆、青松輝、大久保明子（文藝春秋デザイン部・装丁家）、石原正康                                                   |        |
| 24     | 8月15日  | 真夏のホラー特集!話題作家がTV初出演&辻村深月SP            | 背筋、宮本貴史（KADOKAWA単行本編集部）、平野千恵子（紀伊國屋書店松戸伊勢丹店書店員）、宮澤紗恵子（紀伊國屋書店新宿南店書店員） |        |
| 25     | 8月29日  | 直木賞!大阪のおばちゃん【一穂ミチ】の素顔&本を売る秘技    | 一穂ミチ |        |
| 26     | 9月5日   | 凪良ゆう&覆面作家・麻布競馬場が語る【本と東京タワー】     | 凪良ゆう、麻布競馬場、竹村優子（幻冬舎plus編集長）、間室道子（代官山蔦屋書店コンシェルジュ）                                   |        |
| 27     | 9月12日  | 万城目学&青山美智子…中学入試に出る小説は時代を映す鏡!     | 青山美智子、おおたとしまさ、国定栄太（SAPIX小学部国語科教科責任者）                                                            |        |
| 28     | 9月19日  | 第2弾!名著に名酒あり～加藤シゲアキ&森見登美彦&夏川草介    | 夏川草介、青山美智子 |        |
| 29     | 10月3日  | この半年の小説&新書売上ランキング!池井戸潤&恩田陸…        | 柴田哲孝、三宅香帆 |        |
| 30     | 10月10日 | 文庫本売り上げランキング!赤と青のガウン・百年の孤独は?    | 小川哲、友田とん |        |
| 31     | 10月24日 | 名著に美食あり…小説に出てくる料理&レシピ本ランキング      | 原田ひ香、阿部暁子 |        |
| 32     | 10月31日 | お仕事小説8選!元プロ雀士で元弁護士の女性人気作家          | 新川帆立 |        |
| 33     | 11月7日  | 三部作の楽しみ方!『三体』&伊坂幸太郎&小川糸…              | 大森望、小川糸 |        |
| 34     | 11月14日 | 東野圭吾&池井戸潤&村上春樹…どれから読む?読む順特集!       | 道尾秀介、本郷和人、三宅香帆                                                                                                   |        |
| 35     | 11月21日 | 東大生・京大生はどんな本を読んでいる?生協ランキング       | 新川帆立、高野知宙、吉田真理（KADOKAWA編集者）                                                                                 |        |
| 36     | 12月5日  | 「走る」名著!あさのあつこ&三浦しをん&池井戸&春樹          | あさのあつこ、為末大、瀬古利彦                                                                                                 |        |
| 37     | 12月12日 | 海が舞台の名作～凪良ゆう&「宙わたる教室」伊与原新の新作   | 伊与原新、小川糸、石井一成（文藝春秋「オール讀物」編集長）、河北壮平（講談社「小説現代」元編集長）、田中範央（新潮社出版部）   |        |
| 38     | 12月19日 | 綿矢りさ&朝井リョウが語る「書き出し」がスゴイ小説         | 綿矢りさ、朝井リョウ |        |

| 2025年 | 2025年  | 2025年                                                     | 2025年 | 2025年                                                                                         |
| 放送回 | 放送日  | タイトル                                                   | ゲスト | 備考                                                                                           |
| ------ | ------- | ---------------------------------------------------------- | --- | ---------------------------------------------------------------------------------------------- |
| 39     | 1月4日  | 新春SP～今村翔吾と明日読みたい本が見つかるスポットへ       | 今村翔吾 |                                                                                                |
| 40     | 1月9日  | 今夜決定!番組を見て読みたくなった本No.1あの本大賞          | 石原正康、河北壮平（講談社文芸第二部部長）、西山奈々子（新潮社文芸第二編集部）、間室道子（代官山蔦屋書店コンシェルジュ）、内田剛（ブックジャーナリスト、本屋大賞理事）                                     | 欠席の角谷アナの代理で山本倖千恵（テレビ東京アナウンサー）が出演。                             |
| 41     | 1月16日 | 『傲慢と善良』『かがみの孤城』…今夜は辻村深月スペシャル    | 辻村深月、平野千恵子（紀伊國屋書店松戸伊勢丹店書店員） | 欠席の角谷アナの代理で山本倖千恵（テレビ東京アナウンサー）が出演。                             |
| 42     | 1月23日 | ノーベル文学賞ハン・ガン&韓国女性作家の魅力を徹底解剖      | いとうせいこう、宇垣美里、高山羽根子、古川綾子 |                                                                                                |
| 43     | 2月6日  | AIが登場するヒット小説「本心」平野啓一郎が語る創作の未来   | 平野啓一郎、今井翔太 |                                                                                                |
| 44     | 2月13日 | 「好きを言語化する技術」三宅香帆…今ブーム！言語の本特集    | ふかわりょう、川添愛、三宅香帆、一色さゆり | 番組の終わりで第1回あの本大賞「カフネ」著者の阿部暁子に大賞盾を授与する様子を放送した。        |
| 45     | 2月20日 | 吉本ばなな&小原晩…生き方のヒント【エッセイ】特集           | 吉本ばなな、小原晩、篠原康子（実業之日本社文芸出版部） |                                                                                                |
| 46     | 3月6日  | 祝!直木賞・伊与原新をたっぷり1時間「宙わたる教室」秘話     | 伊与原新、加藤彩子（文藝春秋編集者）、川上祥子（新潮社編集者）、宮本貴史（KADOKAWA編集者） 【VTR出演】長尾洋一郎（講談社IT戦略企画室テクノロジーラボ部長）、イッセー尾形、小林虎之介                       |                                                                                                |
| 47     | 3月13日 | 人生が楽になる【哲学の本】オススメ入門書10選!              | しんめいP、千葉雅也 |                                                                                                |
| 48     | 3月20日 | 2025年【本屋大賞】ノミネート10作品すべて徹底解剖!          | 青山美智子、内田剛（ブックジャーナリスト、本屋大賞理事）、間室道子（代官山蔦屋書店コンシェルジュ）、河北壮平（講談社文芸第二部部長）、早見和真、庄野樹（小学館編集者）、金子玲介、奥村元春（講談社編集者） |                                                                                                |
| 49     | 4月3日  | 単行本売上ランキング!朝井リョウ・背筋・『このミス』大賞    | 背筋、松浦大（東洋経済新報社「会社四季報 業界地図」編集長）、土屋うさぎ |                                                                                                |
| 50     | 4月10日 | 文庫本ランキング『青い壺』有吉佐和子…昭和出版の本が続々!   | 原田ひ香、名嘉真春紀（中央公論新社「幸せな家族 そしてその頃はやった唄」担当編集者）、長谷川麻由（新潮社「マイブック」担当編集者）、山口由紀子（文藝春秋「青い壺」担当編集者）                              |                                                                                                |
| 51     | 4月17日 | 【本の帯】で見つける読みたい本!けんご感動…36年前の名作     | けんご、染井為人、中島將智（ストレートエッジ「世界でいちばん透きとおった物語」担当編集者）、瀧澤宣彦（中央公論新社「残像に口紅を」担当編集者）、鶴見真緒（紀伊国屋書店武蔵小杉店書店員）                   | 番組の終わりで2025年本屋大賞を受賞した「カフネ」著者の阿部暁子にお祝いを伝える様子を放送した。 |
| 52     | 5月1日  | 山が舞台の名作～小川糸、湊かなえ、三浦しをん、松永K三蔵…   | 松永K三蔵、小川糸 【VTR出演】菊地朱雅子（幻冬舎「山女日記」担当編集者）、国田昌子（徳間書店「神去なあなあ日常」担当編集者）                                                                                |                                                                                                |
| 53     | 5月8日  | ことし生誕100周年【三島由紀夫】作品売上ランキング!         | 平野啓一郎、九段理江 |                                                                                                |
| 54     | 5月15日 | 外国でも大人気『コンビニ人間』『世界99』村田沙耶香SP       | 村田沙耶香、中村江梨花（未来屋書店新浦安店書店員）、竹森ジニー（翻訳家）、 【VTR出演】西加奈子、朝井リョウ                                                                                                 |                                                                                                |
| 55     | 5月29日 | 『人間失格』『走れメロス』昭和の文豪・太宰治が愛される理由 | 亀田誠治、綿矢りさ、菊池良 |                                                                                                |
| 56     | 6月5日  | 本屋大賞で注目!医師が書いた医療ミステリー&芥川賞作家       | 朝比奈秋、山口未桜 |                                                                                                |
| 57     | 6月12日 | 鳥の言葉がわかる…! これまでの常識を覆す【言葉の本】        | 鈴木俊貴、野矢茂樹、鈴木結生 |                                                                                                |
| 58     | 6月19日 | 【湊かなえ】大特集『告白』『母性』…最新作は介護ミステリー  | 湊かなえ |                                                                                                |
| 59     | 7月3日  | 『＃真相をお話しします』話題映画の原作小説!辻村&背筋&マハ  | 結城真一郎、染井為人 【過去回映像】辻村深月、背筋、原田マハ、村田沙耶香 |                                                                                                |
| 60     | 7月10日 | 本屋大賞2位!元球児の作家・早見和真のリアル高校野球小説     | 早見和真、平野千恵子（紀伊國屋書店アリオ亀有店書店員） 【VTR出演】高橋由伸 | 産休・育休の角谷アナに替わってこの回より山本倖千恵（テレビ東京アナウンサー）がレギュラー出演。 |
| 61     | 7月17日 | 仕事・人生がうまくいく!ビジネス書ランキング&会社小説       | 柿内尚文、長倉顕太、城戸川りょう、越川慎司 |                                                                                                |
| 62     | 7月31日 | 新書ランキング! 米津玄師「面白い」三宅香帆も絶賛の教養本   | 竹内洋、中野信子、三宅香帆 |                                                                                                |
| 63     | 8月7日  | 『リング』『らせん』真夏の夜にはホラーを…鈴木光司特集      | 鈴木光司 |                                                                                                |
| 64     | 8月14日 | この夏、読みたい本!東野圭吾・辻村深月・道尾秀介・窪美澄    | 窪美澄、道尾秀介 【VTR出演】内田剛（ブックジャーナリスト、本屋大賞理事） |                                                                                                |

## スタッフ
- ナレーター：諏訪部順一 (2024年10月24日から)、杉山茜
- 構成：山﨑康生、望月拓海
- 撮影：星野聡太、阪本祐介
- 音声：太田裕久
- 編集：篠谷 優、廣田友博　他【週替り】
- MA：八城志帆、三好雪花、志村哲央　他【週替り】
- 音響効果：榊󠄀原 仁
- スタイリスト：犬走比佐乃 (久佐乃)
- ヘアメイク：福沢京子
- 技術協力：e-naスタジオ
- 宣伝協力：BOOK MEETS NEXT
- 協力：六本木 蔦屋書店　他
- 編成：神山祐人、清永浩平
- 宣伝：町田晃子 (テレビ東京)
- デスク：藤原菜々子
- 演出補：阿部拓弥、櫻岡もも、佐藤静空
- アシスタントプロデューサー：栁川美波、百瀬和幸、小西幸一郎
- (演出)ディレクター：世良田佳男、鈴木章浩、宮﨑正志、浅川政樹、前川コーファン、都野守貴裕【この中から週替りで1人が演出担当】
- プロデューサー：林 祐輔、石坂伸太郎
- 制作協力：▶キックバル
- 製作著作：BSテレ東

### 過去のスタッフ
下記スタッフはリピート放送時に表記される。
- ナレーター：細谷佳正、内匠靖明
- 構成：白川幸洋
- 撮影：水谷 奨、外岡力翔【週替り】
- 照明：草刈幸正
- CA：有水晃大、久場政周
- 編集：高城明宏、藤野誠一、栗林雄太 他 / ヌーベルアージュ【週替り】
- MA：船木 優、坪野有馬、山本倫緒 他 / ヌーベルアージュ【週替り】
- 音響効果：安原裕人
- 技術協力：ヌーベルアージュ (e-naスタジオで作業出来なかった回のみ)
- 編成：都筑貴雅
- 宣伝：松坂忠光 (テレビ東京)
- 演出補：百井勇海、山口里紗、若林愛菜
- アシスタントプロデューサー：酒井 亨、内田琢磨
- ディレクター：大澤佑一郎
- (演出)ディレクター：馬場良仁

## 番組イベント

### 日比谷音楽祭
2024年
1. トークショー[5]
日時：2024年6月8日 16:30 - 17:30
会場：Musication Village -MANABI（日比谷図書文化館大ホール）
出演：鈴木保奈美、万城目学、末武里佳子（テレビ東京アナウンサー）

2025年
1. トークショー[6]
日時：2025年5月31日 10:30 - 11:55
会場：Musication Village -MANABI（日比谷図書文化館大ホール）
出演：鈴木保奈美、早見和真、林祐輔（番組プロデューサー）、山本倖千恵（テレビ東京アナウンサー）
2. 出張本棚[7]
日時：2025年5月31日 - 6月1日 10:30 - 18:30
会場：ASOBI（日比谷公園 草地広場）
内容：ほんまる（神保町）に開設している番組の本棚を再現。